# 용호중학교 (경기)
용호중학교(龍虎中學校)는 대한민국 경기도 군포시 당동에 있는 공립 중학교이다.

## 학교 연혁
- 1997년 8월 25일 : 용호중학교 개교
- 1997년 9월 1일 : 초대 안재향 교장 부임
- 1998년 3월 2일 : 입학식 (7학급 326명)
- 1999년 2월 12일 : 제1회 졸업식(남 18명, 여 21명 계 39명)
- 2008년 11월 25일 : 제1,2과학실 현대화리모델링 완료 및 개관
- 2009년 4월 10일 : 영어전용교실 리모델링 완료 및 개관
- 2010년 12월 24일 : 느티관, 시청각실 개관
- 2011년 2월 28일 : 급식실 현대화
- 2024년 1월 5일 : 졸업식(제26회 졸업식 남 120명, 여 103명 계 223명)
- 2024년 3월 1일 : 제11대 한미란 교장 부임
- 2024년 3월 4일 : 입학(7학급 172명)

## 참고 자료
- 용호중학교 - 한국교육학술정보원 학교알리미